# Wasted Heart
Albums de Loaded
Dark Days
(2001) Sick
(2009)
Wasted Heart est le premier EP du groupe de hard rock américain Loaded. Il a été enregistré en même temps que leur album Sick au Jupiter Studios de Seattle, Washington, en juin 2008, il est sorti le 22 septembre 2008 en Europe.
On y retrouve "Sleaze Factory", "No More" et "IOU" future morceaux présent sur l’album Sick qui est sortie le 30 mars 2009. "Wasted Heart", en version électrique et aussi présent sur l’album Sick mais cette fois-ci en version acoustique sur l’EP Wasted Heart, "Executioner's Song" et un morceau exclusif qui n’est présent sur aucun album précédent ni sur le suivant (Sick (2009)) il faudra attendre 2011 avec l’album The Taking pour qui soit présent sur un album studio.

## Track listing
| No | Titre                   | Durée |
| -- | ----------------------- | ----- |
| 1. | Sleaze Factory          | 3:46  |
| 2. | No More                 | 4:35  |
| 3. | Executioner's Song      | 3:39  |
| 4. | IOU                     | 3:37  |
| 5. | Wasted Heart (Acoustic) | 4:33  |

## Membres
Loaded
- Duff McKagan – voix, guitare rythmique
- Mike Squires – guitare lead, chœurs
- Jeff Rouse – basse, chœurs
- Geoff Reading – batterie, chœurs

Membres de la production
- Martin Feveyear– production, mixage, mastering, percussions additionnelles
- Jon Ervie – mixing assistance